# Robopon
Robopon est une série de jeux vidéo. Similaire à pokémon qui a la base devait être un jeu carte pokémon

## Robopon
Robopon (ロボットポンコッツ, Robot Ponkottsu) est un jeu vidéo de rôle sorti en 1998 sur Game Boy Color. Le jeu a été développé et édité par Hudson Soft.
Il existe en quatre versions : Soleil, Étoile, Lune et Comic Bom Bom (cette dernière étant exclusive au Japon).
Le jeu a été noté 7/10 par IGN.

## Robot Ponkottsu 64: Nanatsu no Umi no Caramel
Robot Ponkottsu 64: Nanatsu no Umi no Caramel (ロボットポンコッツ６４ ～七つの海のカラメル～, littéralement Robot Ponkottsu 64: Caramel des Sept Mers) ou Robopon 64 est un jeu vidéo de rôle sorti en 1999 sur Nintendo 64 uniquement au Japon. Le jeu a été développé par Red Entertainment et édité par Hudson Soft. Il utilise le Transfer Pak avec le jeu sur Game Boy Color.

## Robopon 2
Robopon 2 (ロボットポンコッツ2, Robot Ponkottsu 2) est un jeu vidéo de rôle sorti en 2001 sur Game Boy Advance. Le jeu a été développé par Red Entertainment et édité par Hudson Soft.
Il existe en deux versions : Ring et Cross.
Le jeu a été noté 7/10 par IGN.